# التصنيفات الدولية لكوبا
تتضمن القائمة التالية التصنيفات الدولية لكوبا.

## البيسبول
- الاتحاد الدولي للبيسبول: تصنيفات البيسبول العالمية للرجال، المرتبة الأولى من بين 73 دولة

## التركيبة السكانية
- الأمم المتحدة: السكان، المرتبة 74 من بين 242 دولة [1]
- كتاب حقائق العالم الصادر عن وكالة المخابرات المركزية الأمريكية: التمدّن في المرتبة 46 من بين 193 دولة

## المؤشرات الاقتصادية
- برنامج الأمم المتحدة الإنمائي: مؤشر التنمية البشرية 2019، المرتبة 72 من بين 189 دولة. [2]
- البنك الدولي: الناتج المحلي الإجمالي للفرد 2011، المرتبة 92 من بين 190 دولة.
- كتاب حقائق العالم الصادر عن وكالة المخابرات المركزية الأمريكية: الناتج المحلي الإجمالي للفرد عام 2011، المرتبة 92 من بين 191 دولة. [3]

## مؤشرات التعليم
- اليونسكو: معدل معرفة القراءة والكتابة بين الشباب، المرتبة السادسة من بين 168 دولة [4]
- اليونسكو: معدل الإلمام بالقراءة والكتابة لدى البالغين، المرتبة السابعة من بين 171 دولة [5]
- اليونسكو: معدل معرفة القراءة والكتابة لدى كبار السن، المرتبة التاسعة من بين 168 دولة [6]
- البنك الدولي: جودة التعليم، المرتبة الأولى من بين 18 دولة في أمريكا اللاتينية ومنطقة البحر الكاريبي [7]

## التصنيفات البيئية
- مركز ييل للقانون والسياسة البيئية ومركز كولومبيا لشبكة معلومات علوم الأرض الدولية: احتل مؤشر الأداء البيئي لعام 2016 المرتبة 45 من بين 180 دولة. [8]

## التصنيفات الجغرافية

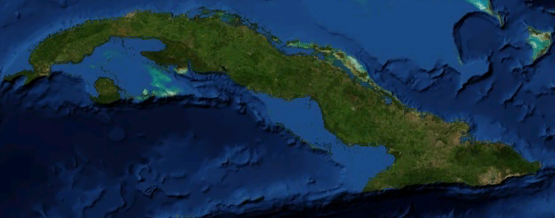
كوبا هي أكبر دولة من حيث المساحة في منطقة البحر الكاريبي، جزيرتها الرئيسية هي سابع عشر أكبر جزيرة في العالم من حيث مساحة الأرض.

- المساحة الإجمالية: في المرتبة 106 من بين 249 دولة ومنطقة نائية.
- الموارد المائية المتجددة: في المرتبة 106 من بين 174 دولة.

## تصنيفات العولمة
- مؤشر KOF للعولمة لعام 2017: المرتبة 134 من أصل 207.
- AT Kearney / مجلة السياسة الخارجية مؤشر العولمة: غير مصنف.

## تصنيفات الرعاية الصحية
- البنك الدولي: معدل الوفيات تحت سن 5 سنوات، المرتبة 40 من بين 215 دولة. [9]
- منظمة الصحة العالمية: متوسط العمر المتوقع، المرتبة 33 من 184 دولة [10]

## المؤشرات العسكرية

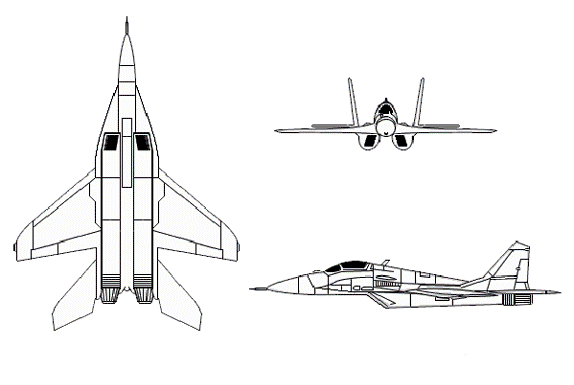
في يناير 2011، كان لدى كوبا أربع طائرات ميكويان ميج-29

- كتاب حقائق العالم الصادر عن وكالة المخابرات المركزية: نسبة الإنفاق الدفاعي من الناتج المحلي الإجمالي، المرتبة 29 من بين 172 دولة. [11]
- معهد الاقتصاد والسلام: مؤشر السلام العالمي 2016، المرتبة 85 من أصل 163. [12]

## التصنيفات السياسة

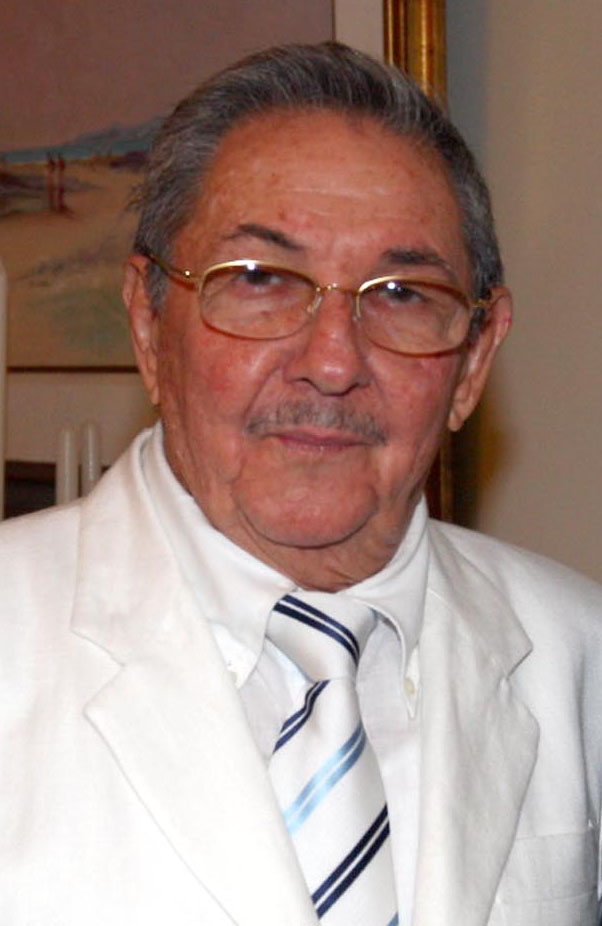
السكرتير الأول للحزب الشيوعي الكوبي راؤول كاسترو

- منظمة الشفافية الدولية: مؤشر مدركات الفساد لعام 2017، المرتبة 62 من بين 176 دولة. [13]
- الاتحاد البرلماني الدولي: المرأة في البرلمانات الوطنية، المرتبة الثانية من بين 192 دولة. [14]
- مراسلون بلا حدود: مؤشر حرية الصحافة لعام 2016، المرتبة 171 من بين 180 دولة. [15]
- وحدة الاستخبارات الاقتصادية: مؤشر الديمقراطية لعام 2008، المرتبة 126 من بين 167 دولة. [16]
- فريدوم هاوس: حرية الصحافة العالمية لعام 2012: المرتبة 190 من أصل 197.

## التصنيفات المجتمعية
- حصل برنامج الأمم المتحدة الإنمائي على المرتبة 67 من بين 187 دولة في مؤشر التنمية البشرية لعام 2014.
- وحدة الاستخبارات الاقتصادية: مؤشر جودة الحياة غير مصنف
- جامعة ليستر: مؤشر الرضا عن الحياة لعام 2006 احتل المرتبة 83 من أصل 178.

## التصنيفات السياحية

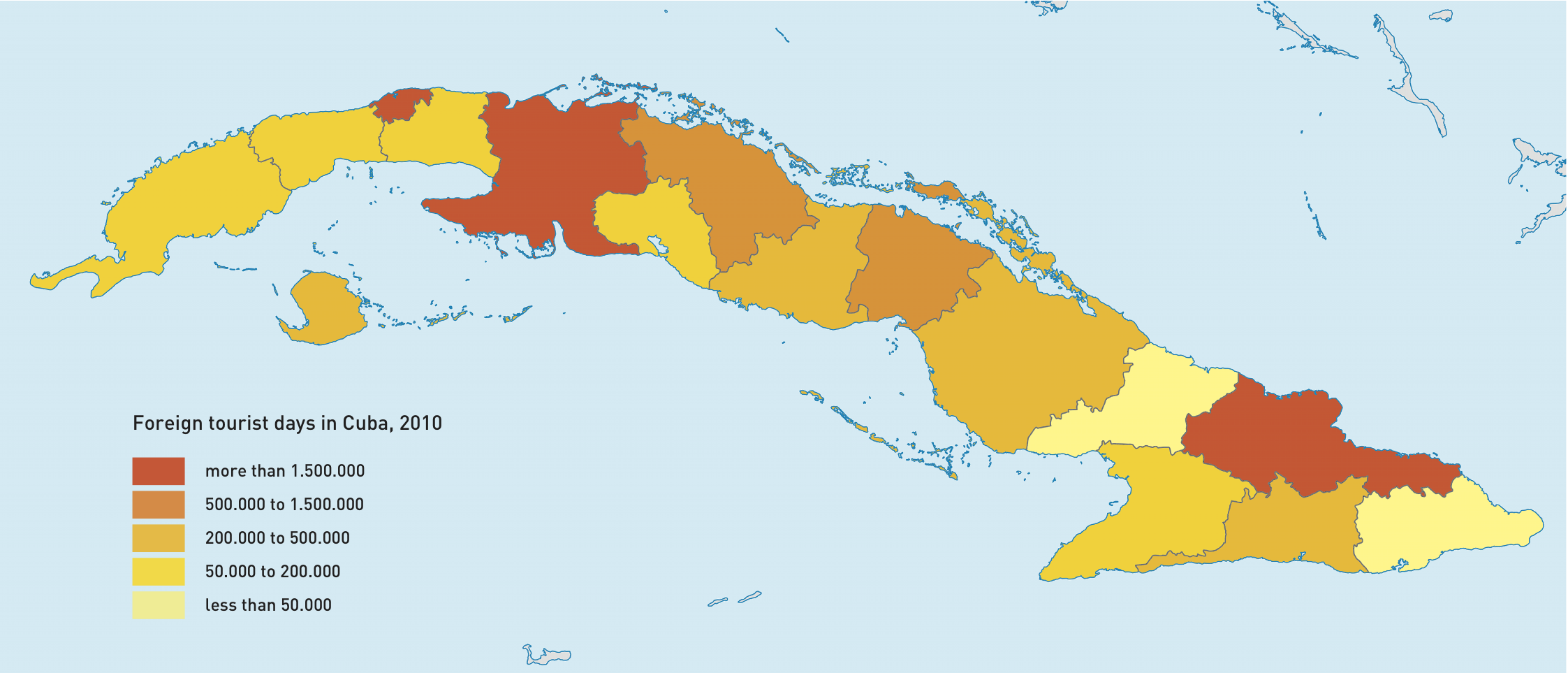
إجمالي أيام السياحة الأجنبية التي قضاها السيّاح الأجانب في كوبا حسب المنطقة لعام 2010

## المواصلات

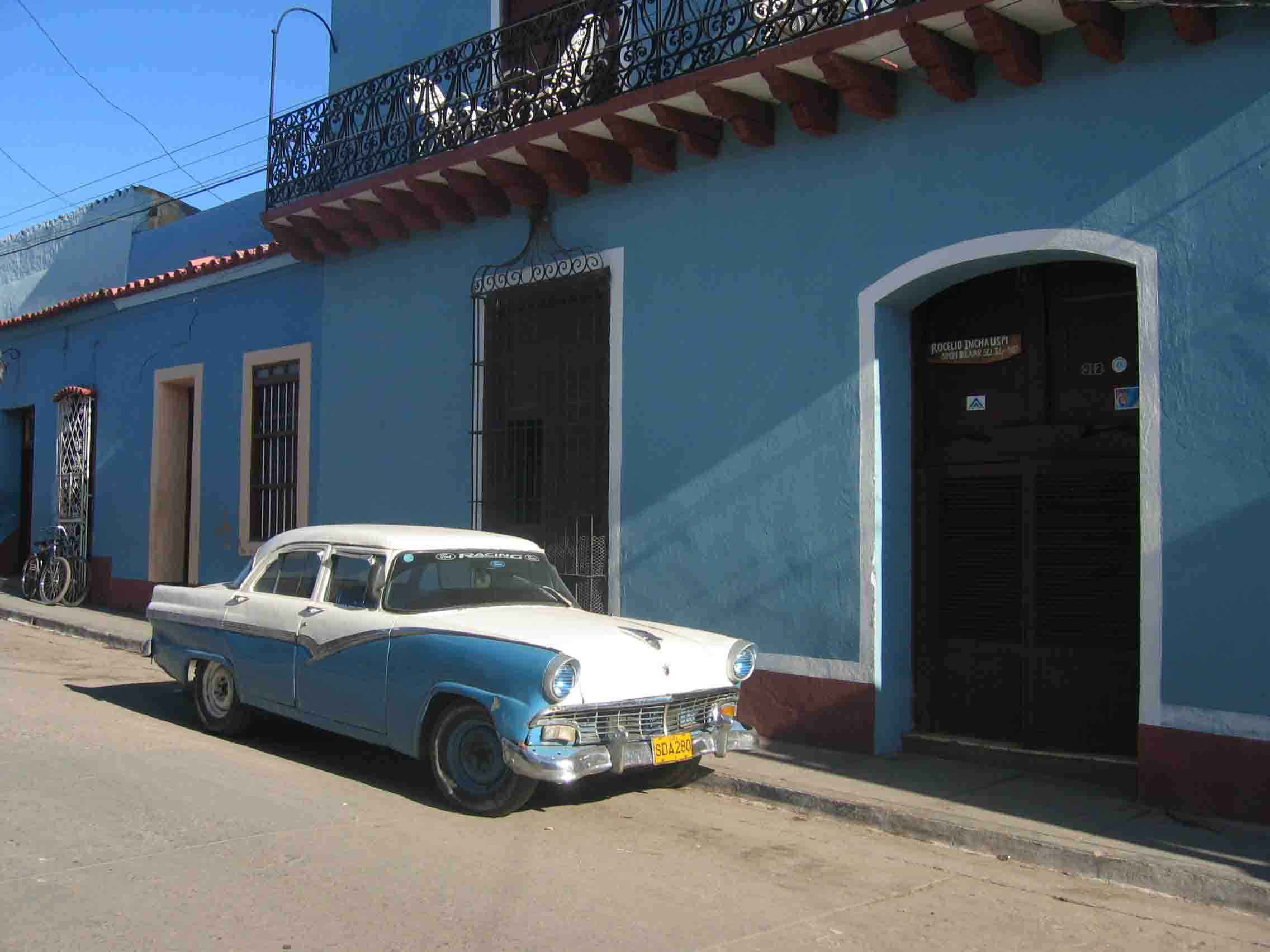
لا تزال الدبابات الأمريكية قيد الاستخدام منذ أيام ما قبل الثورة

- المركبات الآلية للفرد الواحد في المرتبة 118 من بين 144 دولة [17]